# Iranska Pro Liga 2003./04.

## Iran

### Konačna ljestvica
Konačna ljestvica Iranske premijer lige za sezonu 2003/04.
```
                      Utak. Pb   N  Pz   Ps:Pr  Bod.
 1.
Pas Teheran
         26   15  08  03   48:29   53 
 2.
Esteghlal Teheran
   26   14  09  03   46:31   51
 3.
Foolad Ahvaz
        26   13  08  05   37:22   47
 4.
Zob Ahan Isfahan
    26   11  07  08   32:25   40
 5.
Persepolis Teheran
  26   10  09  07   42:28   39
 6.
Sepahan Isfahan
     26   11  06  09   47:36   39
 7.
Paykan Teheran
      26   08  08  10   24:26   32
 8.
Esteghlal Ahvaz
     26   07  10  09   35:43   31
 9.
Pegah Gilan
         26   08  06  12   27:42   30
10.
Abu Muslem Mashhad
  26   06  11  09   25:26   29
11.
Fajre Sepasi
        26   06  11  09   27:35   29
12.
Bargh Shiraz
        26   05  09  12   27:47   24
13.
Saipa Teheran
       26   03  12  11   23:36   21
14.
Shemushack Noshahr
  26   04  08  14   19:33   20
```

```
Iranski nogometni prvaci     : Pas Teheran
Ispali iz lige               : nitko
Plasirali se iz niže lige    : 
Saba Battery Teheran
, 
Malavan Anzali
```

```
Najbolji strijelac           : 
Ali Daei
 (Persepolis)  16 pogodaka
```